# Bluejacking
Bluejacking – wysyłanie niechcianych wiadomości przy pomocy modułu Bluetooth do urządzeń umożliwiających ich odbiór: telefonów komórkowych, laptopów, palmtopów najczęściej przy użyciu vCard i informacji wpisanej w polu o personaliach. 
Jest to forma zabawy, niektórzy traktują bluejacking jako sport. W środowisku bluejackerów nie są pochwalane osoby które manipulując vCardami, socjotechniką, lub aplikacjami powodują uszkodzenia sprzętu, danych, kradną dane, środki z kont prepaid, lub wysyłają groźby. Takie zachowania mogą być karalne.
Bluejacking zazwyczaj nie powoduje zagrożenia, ma jedynie wprawić w zakłopotanie "atakowaną" osobę. Często jest też sposobem poznania nowych ludzi (także w charakterze matrymonialnym). Najczęstszym miejscem "ataków" są duże skupiska ludzi takie jak: centra handlowe, kina, puby, stadiony.
Najłatwiejszym i najpewniejszym zabezpieczeniem się przed atakami jest wyłączenie modułu Bluetooth. Ryzyko zmniejsza także wyłączenia trybu odszukiwania (parowania) urządzeń Bluetooth, oraz ustawienie zapytania przed odbiorem informacji za pośrednictwem modułu Bluetooth. Nie należy parować własnych urządzeń z nieznanymi, jeśli nagle wystąpi prośba o wpisanie kodu, należy odrzucić połączenie. Oprócz starszych telefonów (Sony Ericsson t68i, Nokia 6310i, i inne), z niesparowanego urządzenia nie można "wyciągnąć" danych lub go kontrolować.

## Rodzaje bluejackingu

### Bluey
Nieszkodliwy, ale nieco uciążliwy sposób. Programy napisane w języku Java generują duże ilości wizytówek vCard, które są wysyłane do wszystkich urządzeń w zasięgu. Rodzaj spamu przez Bluetooth.

## Rodzaje bluehackingu

### Bluesnarfing
Wydobywanie poufnych informacji (np. SMSów) bez wiedzy właściciela. Odbywa się to za pomocą wykorzystania błędów w oprogramowaniu telefonu, bądź z pomocą osoby trzeciej, która manualnie odbezpieczy telefon ofiary.

### Backdoor
"Atak poprzez otwarte tylne drzwi". Osoba trzecia (najczęściej znajomy lub ktoś z rodziny) ma dostęp do telefonu ofiary i w nim ustawia (ręcznie) autoryzację połączeń z urządzeniem atakującego. Efektem tego jest akceptacja wszystkich połączeń i plików nadchodzących od atakującego.

### BlueBug
Wykreowanie dużej ilości połączeń z telefonem, co prowadzi do jego zawieszenia lub ominięcia zabezpieczeń.

### HelloMoto
Połączenie Bluesnafringu i ataku BlueBug, atak wykorzystuje luki w systemie "zaufanych urządzeń" w telefonach firmy Motorola.

### BlueBump
Ten rodzaj ataku wykorzystuje socjotechnikę i polega na nawiązaniu z urządzeniem ofiary zaufanego połączenia. Można to osiągnąć wysyłając cyfrową wizytówkę w celu nakłonienia odbiorcy do przeprowadzenia uwierzytelniania. Agresor utrzymuje połączenie w stanie otwartym lecz prosi ofiarę o usunięcie klucza Link Key dla atakującego urządzenia. Ofiara nie wie o tym, że połączenie jest w dalszym ciągu aktywne. Następnie agresor wysyła żądanie ponownego wygenerowania klucza Link Key. W rezultacie urządzenie agresora otrzymuje prawo do nawiązywania połączenia bez potrzeby uwierzytelniania. Agresor ma więc dostęp do urządzenia ofiary, aż do momentu usunięcia przez nią klucza Link Key.

### BlueDump
W przypadku tego ataku agresor musi znać BDADDR zestawu sparowanych urządzeń. Agresor fałszuje adres jednego z urządzeń i łączy się z innym. Ze względu na to, że agresor nie posiada klucza Link Key, gdy urządzenie ofiary zażąda uwierzytelniania, urządzenie agresora odpowie komunikatem 'HCI_Link_Key_Request_Negative_Reply'. W pewnych okolicznościach może to spowodować usunięcie klucza Link Key na urządzeniu ofiary i w efekcie - przejście w tryb parowania.

### BlueChop
Celem tego ataku jest zakłócenie ustanowionej podsieci piconet poprzez wykorzystanie urządzenia, które nie jest jej składnikiem. Atak bazuje na tym, że jednostka nadrzędna obsługuje wielokrotne połączenia, które mogą posłużyć do utworzenia rozszerzonej sieci (scatternet). Agresor podszywa się pod adres losowego urządzenia będącego składnikiem sieci piconet i łączy się z jednostką nadrzędną, co prowadzi do zakłócenia funkcjonowania sieci.